# Mineur (cràter)
Mineur és un cràter d'impacte que es troba just al nord-est del prominent cràter Jackson en la cara oculta de la Lluna. Jackson es troba al centre d'un ampli sistema de marques radials que cobreix Mineur. El cràter més proper és Cockcroft, situat al nord.

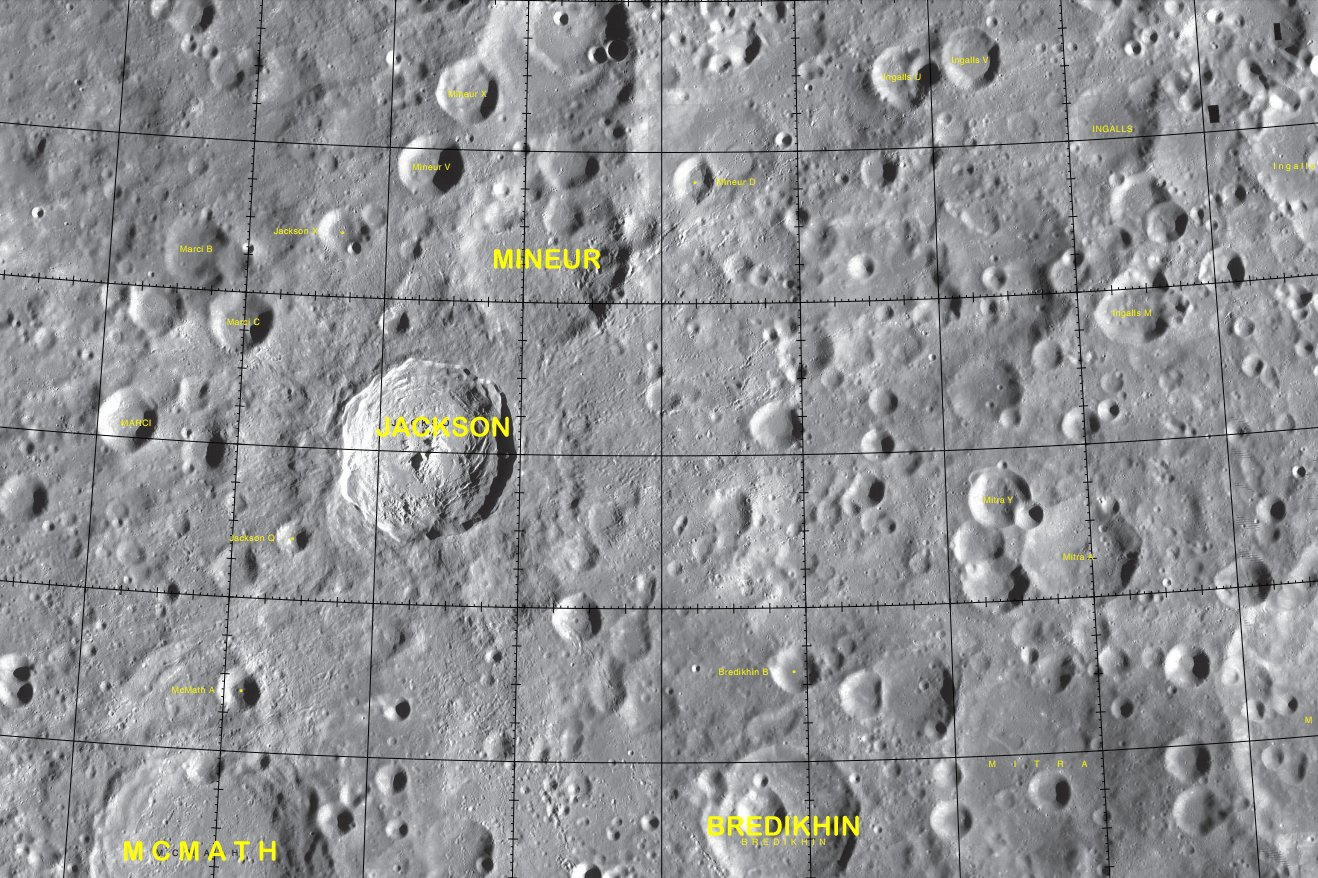
Localització de Mineur

Es tracta d'una formació fortament erosionada, amb una vora desgastada que contrasta amb les característiques ben definides de Jackson. La part nord de la vora, en particular, ha estat fortament danyada per múltiples impactes superposats. El sòl interior de Mineur manca relativament de trets significatius.

## Cràters satèl·lit
Per convenció aquests elements són identificats en els mapes lunars posant la lletra en el costat del punt central del cràter que està més proper a Mineur.
|        | \| Mineur \| Coordenades \| Diàmetre \| \| ------ \| -------------------------------------- \| -------- \| \| D \| 25° 54′ N, 159° 12′ O / 25.9°N,159.2°O \| 20 km \| \| V \| 26° 12′ N, 163° 06′ O / 26.2°N,163.1°O \| 26 km \| \| X \| 27° 06′ N, 162° 42′ O / 27.1°N,162.7°O \| 31 km \| |          |
| Mineur | Coordenades | Diàmetre |
| D      | 25° 54′ N, 159° 12′ O / 25.9°N,159.2°O | 20 km    |
| V      | 26° 12′ N, 163° 06′ O / 26.2°N,163.1°O | 26 km    |
| X      | 27° 06′ N, 162° 42′ O / 27.1°N,162.7°O | 31 km    |